# François-Xavier van der Straten Waillet

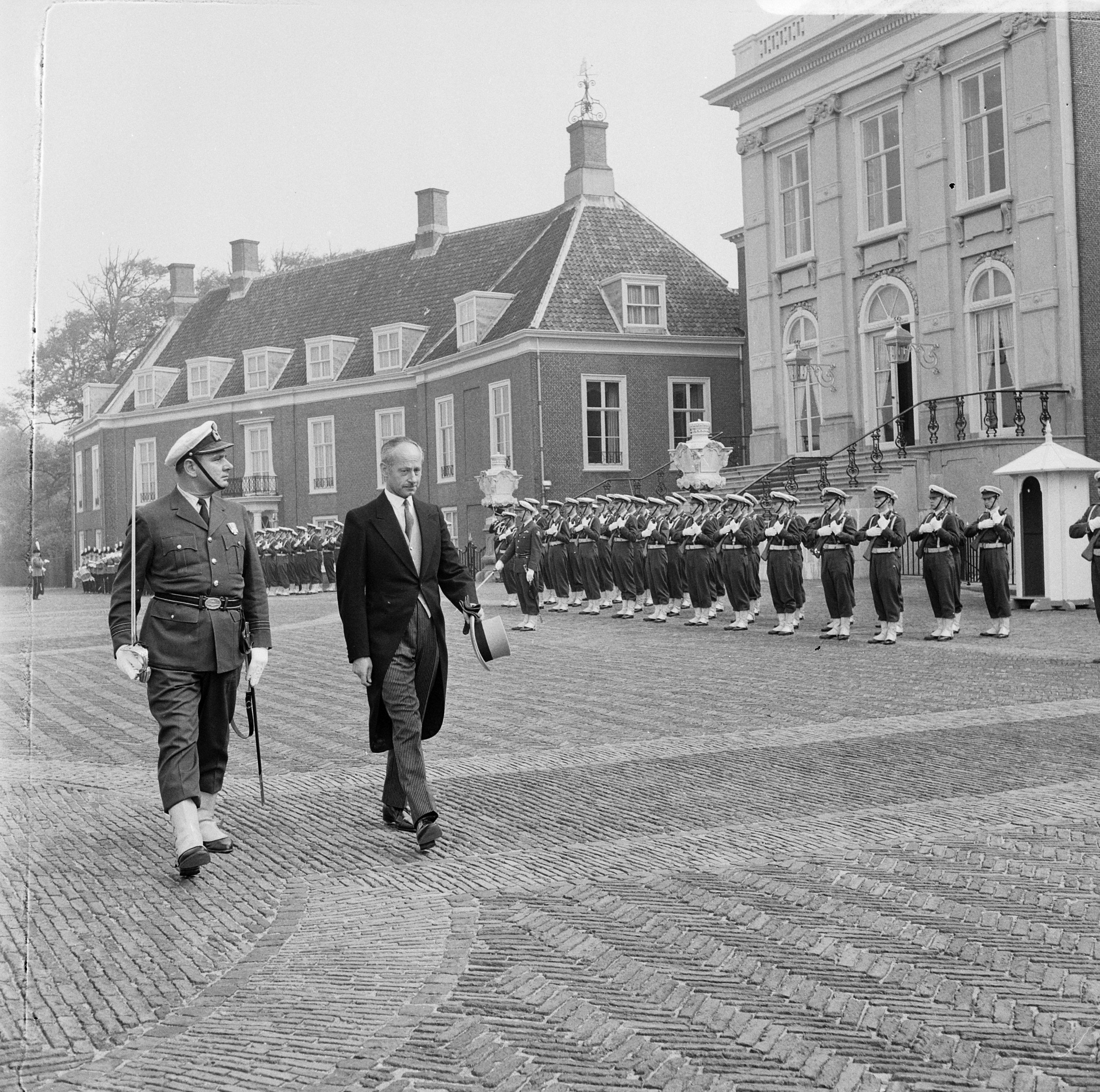
François-Xavier van der Straten Waillet (rechts) als Botschafter in den Niederlanden (1966)

François-Xavier Georges Joseph Marie Ghislain van der Straten Waillet, Baron van der Straten Waillet (* 22. Januar 1910 in Antwerpen; † 15. Februar 1998 in Woluwe-Saint-Lambert/Sint-Lambrechts-Woluwe) war ein belgischer Politiker der Christlichen Volkspartei (CVP), der unter anderem mehrmals Minister sowie Botschafter war.

## Leben
François-Xavier Georges Joseph Marie Ghislain van der Straten Waillet stammte aus dem belgischen Zweig des Adelsgeschlechts Van der Straten-Ponthoz und war ein Sohn von Baron Alphonse van der Straten-Waillet, der Bürgermeister von Westmalle war. Er selbst begann nach dem Schulbesuch ein Studium der Rechtswissenschaften an der Katholieke Universiteit Leuven und erwarb dort 1932 einen Doktor der Rechte. Danach war er Direktor des Verbandes christlicher Arbeitgeber und Führungskräfte VKW (Verbond van Kristelijke Werkgevers en Kaderleden). 1946 wurde er für die Christliche Volkspartei (CVP) erstmals Mitglied der Abgeordnetenkammer und vertrat in dieser bis 1952 die Interessen des Bezirks Antwerpen.
Am 20. März 1947 wurde van der Straten Waillet Außenhandelsminister in der Regierung Spaak III und bekleidete dieses Ministeramt bis zum 19. November 1948. In der darauf folgenden Regierung Spaak IV übernahm er zwischen dem 27. November 1948 und dem 27. Juni 1949 das Amt als Minister für Volksgesundheit und Familie. Am 26. November 1949 löste er August De Schryver als Vorsitzender der Christlichen Volkspartei ab und bekleidete diese Funktion bis zum 23. September 1950, woraufhin Théo Lefèvre seine Nachfolge antrat.
Danach wechselte François-Xavier van der Straten Waillet in den diplomatischen Dienst und wurde 1952 zunächst Außerordentlicher Gesandter und Bevollmächtigter Minister in Argentinien. Nachdem die Gesandtschaft in Buenos Aires 1953 zur Botschaft erhoben wurde, verblieb er dort bis 1955 als erster Außerordentlicher und Bevollmächtigter Botschafter. Im Anschluss war er zwischen 1955 und 1966 Außerordentlicher und Bevollmächtigter Botschafter in den Niederlanden. Danach fungierte er von 1966 bis 1969 als Generaldirektor und Politischer Direktor des Außenministeriums und war schließlich zuletzt zwischen 1969 und 1975 Außerordentlicher und Bevollmächtigter Botschafter in Italien. Mit seinem Ausscheiden aus dem diplomatischen Dienst wurde ihm der Titel eines Ehrenbotschafters des Königs der Belgier verliehen.
Für seine Verdienste wurde er mehrmals ausgezeichnet und war unter anderem Großoffizier des Leopoldordens, des Kronenordens und des Orden Leopolds II. sowie Träger der Bürgerlichen Medaille Erster Klasse. Darüber hinaus wurde ihm das Großkreuz des Orden vom Niederländischen Löwen, des Orden von Oranien-Nassau und des Hausorden von Oranien. Ferner war er Träger des Großkreuzes des Silvesterordens und des Ehrenzeichens für Verdienste um die Republik Österreich.

## Veröffentlichungen
- Le statut de la propriété, in: Revue Générale de Belgique, 1937.
- La fonction sociale de la noblesse dans la société d’aujourd’hui, in: Revue Générale de Belgique, 1938.
- De la consultation populaire aux élections, in: Revue Générale de Belgique, 1950.